# جيمس دي لا روزا
جيمس دي لا روزا (بالإسبانية: James de la Rosa)‏ مواليد 18 نوفمبر 1987 في ولاية تاماوليباس، هو ملاكم محترف مكسيكي يصنف ضمن فئة الوزن المتوسط.

## إحصائيات
خاض خلال مسيرته 28 نزالا، فاز في 23 ولم يتعادل وخسر في 5. فاز بالضربة القاضية في 13 نزالا.

## روابط خارجية
- جيمس دي لا روزا على موقع بوكس ريك (الإنجليزية) (registration required)